# S/2003 J 10
S/2003 J 10 je Jupitrov naravni satelit (luna). Spada med  nepravilne lune z retrogradnim gibanjem. Je članica Karmine skupine Jupitrovih lun.
Luno S/2003 J 10 je leta 2003 odkrila skupina astronomov, ki jo je vodil Scott S. Sheppard z Univerze Havajev . 
Luna S/2003 J 10 ima premer okoli 2 km in obkroža Jupiter v povprečni razdalji 23,731.000 km. Obkroži ga v  716  dneh in 6 urah po krožnici z veliko izsrednostjo (ekscentričnostjo), ki ima naklon tira okoli 164 ° glede na ekliptiko oziroma 166 ° na ekvator Jupitra. 
Njena gostota je ocenjena na 2,6 g/cm3, kar kaže, da je sestavljena iz kamnin. 
Luna izgleda zelo temna. Ima odbojnost 0,04. Njen navidezni sij je 23,6 m.